# Brachyurophis australis
Brachyurophis australis ist eine Schlangenart aus der Familie der Giftnattern (Elapidae) und zählt zur Gattung Brachyurophis.

## Merkmale
Brachyurophis australis erreicht eine Gesamtlänge bis 30 bis 50 cm. Die Art weist einen zylindrischen Körperbau und kurzen Schwanz auf, der Kopf setzt sich kaum vom Hals ab. Der Kopf ist abgeflacht, das Canthus rostralis fehlt. Die Schnauze ist vermutlich in Anpassung an eine grabende Lebensweise kräftig gebaut sowie schaufelförmig. Die Augen sind klein und haben bei Lichteinfall vertikal elliptisch verengte Pupillen. Die Körperschuppen sind glatt und glänzend. Der Körper ist oberseits rosa bis rot gefärbt und ist von zahlreichen Querbinden gezeichnet. Die Färbung der Querbinden wird durch cremefarbene und dunkel gerandete Schuppen vermittelt. Auf Höhe der Augen sowie im Nacken zeigt sich jeweils ein breites schwarzes Querband. Der Giftapparat besteht, wie für Giftnattern typisch, aus seitlich des Schädels befindlichen Giftdrüsen (spezialisierte Speicheldrüsen) und im vorderen Oberkiefer befindlichen, unbeweglichen Fangzähnen (proteroglyphe Zahnstellung).

## Verbreitung
Das Verbreitungsgebiet liegt in Australien und erstreckt sich innerhalb der Bundesstaaten Queensland (Osten), New South Wales, South Australia (Osten) und Victoria (Norden). Als Typlokalitäten werden Port Curtis in Queensland sowie Clarence River in New South Wales angegeben. Besiedelte Biotope sind umfassen Küstenwälder, offene Savannenwälder, Mulga, Spinifex, Mallee und trockenes Buschland. Habitate mit sandigen Böden werden bevorzugt.

## Ökologie, Gefährdung und Schutz
Brachyurophis australis wird als nicht gefährdet eingeschätzt. Lebensraumverlust stellt unter Umständen zumindest lokal eine Gefährdung dar; der natürliche Lebensraum in Teilen des Verbreitungsgebiets dieser Art wurde für Ackerbau und Weidehaltung gerodet. Es wird vermutet, dass Brachyurophis australis  von Schweinen, Katzen und Füchsen erbeutet wird. Es scheint keinen Handel mit dieser Art zu geben. Brachyurophis australis wurde in einigen Schutzgebieten in ihrem Verbreitungsgebiet nachgewiesen, es sind jedoch keine artspezifischen Erhaltungsmaßnahmen für diese Art bekannt. In geeigneten Lebensräumen kann die Art häufig vorkommen, der Populationstrend ist jedoch unbekannt.

## Lebensweise
Brachyurophis australis führt eine bodenbewohnende, grabende und weitestgehend dämmerungs- und nachtaktive Lebensweise. In warmen Nächten ist die Art durchaus auch an der Oberfläche aktiv. Als Verstecke können Felsen, Steine, Baumstubben, Rinde, alte Termitenbauten oder Laubstreu dienen. Zum Beutespektrum der Art zählen vorwiegend Reptilieneier, allerdings werden auch kleine Eidechsen wie Skinke erbeutet. Die Fortpflanzung erfolgt durch Oviparie, also eierlegend. Ein Gelege umfasst üblicherweise zwischen vier und sechs Eier. Brachyurophis australis ist scheu und flüchtet bei Störungen.

## Schlangengift
Die Art besitzt einen Giftapparat und setzt ihr Gift zum Beuteerwerb ein. Zusammensetzung und Pharmakologie des Giftsekrets von Brachyurophis australis sind weitgehend unbekannt. Vermutlich sind Giftbisse der Art nicht lebensbedrohlich und erfordern keine Behandlung, die über die übliche Versorgung bei Tierbissen (z. B. Tetanusprophylaxe) hinausgeht.

## Systematik
Die wissenschaftliche Erstbeschreibung erfolgte durch Gerard Krefft im Jahr 1864 unter der Bezeichnung Simotes australis. Es sind keine Unterarten bekannt. Sowohl die deutsche Bezeichnung „Australische Korallenschlange“ als auch die englische Trivialbezeichnung „Coral Snake“ sind zwar durchaus gängig, jedoch nicht eindeutig der hier beschriebenen Art zuordbar. Wichtige Synonyme sind:
- Rhynchelaps australis (Krefft, 1865)
- Simoselaps australis (Krefft, 1864)
- Simotes australis Krefft, 1865